# Stazione di Moûtiers-Salins-Brides-les-Bains
La stazione di Moûtiers-Salins-Brides-les-Bains (in francese Gare de Moûtiers-Salins-Brides-les-Bains) è la principale stazione ferroviaria di Moûtiers, Salins-Fontaine e Brides-les-Bains, Francia.